# Arâches-la-Frasse
Arâches-la-Frasse è un comune francese di 1 887 abitanti situato nel dipartimento dell'Alta Savoia della regione dell'Alvernia-Rodano-Alpi.

## Società

### Evoluzione demografica
Abitanti censiti